# ゲットバッカーズ (映画)
『ゲットバッカーズ』（英: Reach Me）は、2014年製作のアメリカ合衆国の映画。
ジョン・ハーツフェルド監督・脚本、自己啓発本がジャーナリストとその編集者、元受刑者、ヒップホップ界の大物、俳優、潜入捜査官など、さまざまな人々にインスピレーションを与える様子を描いている。

## キャスト
- ジェラルド：シルヴェスター・スタローン（吹替：宮本克哉）
- コレット：キーラ・セジウィック（吹替：合田絵利）
- ウルフィー：トーマス・ジェーン
- ポール神父：ダニー・アイエロ（吹替：田原正治）
- テディ：トム・ベレンジャー（吹替：浦山迅）
- ヴィック：ダニー・トレホ（吹替：東和良）
- ケイト：ローレン・コーハン
- ロジャー：ケヴィン・コナリー
- ケルシー・グラマー
- ネリー
- フランク：トム・サイズモア
- ウィルソン：テリー・クルーズ
- ライアン・クワンテン
- イヴ：エリザベス・ヘンストリッジ（吹替：Lynn）
- オマリ・ハードウィック
- デヴィッド・オハラ
- カージー：ケイリー・エルウィス